# District de Mandoto
Mandoto est un district de Madagascar, situé dans la partie ouest de la région Vakinankaratra, dans la province d'Antananarivo. Il est desservi par la route nationale 34 (de Antsirabe à Malaimbandy).